# Evgeny Voronov
Pour les articles homonymes, voir Voronov.
Evgeny Sergueïevitch Voronov (en russe : Евгений Сергеевич Воронов), né le 7 mai 1986, à Stavropol, dans la République socialiste fédérative soviétique de Russie (Union soviétique), est un joueur russe de basket-ball, évoluant au poste d'arrière.

## Carrière
En janvier 2014, Voronov quitte le CSKA Moscou où il peine à trouver du temps de jeu et rejoint le Trioumf Lioubertsy, entraîné par Vassili Karassev, avec un contrat courant jusqu'à la fin de la saison.
En juillet 2020, Voronov s'engage avec le BC Khimki Moscou pour une saison (avec une autre saison en option).

## Palmarès
- Médaille de bronze aux Jeux olympiques 2012 de Londres.

## Référence
1. ↑  (en) « Triumph Bolster Backcourt With Voronov », FIBA Europe, 24 janvier 2014
2. ↑  (en) « Khimki brings in Voronov », Euroligue, 17 juillet 2020